# Леді бос
«Леді бос» (англ. The Boss) — американський комедійний фільм, знятий Беном Фальконе. Прем'єра стрічки в Україні відбулася 7 квітня 2016 року. Фільм розповідає про бізнесвумен, яка намагається зав'язати з тіньовими справами.

## У ролях
- Мелісса Мак-Карті — Мішель Дарнелл
- Крістен Белл — Клер
- Елла Андерсон — Рейчел Роулінгс
- Пітер Дінклейдж — Рональд / Рено
- Кеті Бейтс — Іда Маркетт
- Тімоті Сімонс — Стефан
- Крістен Шаал — Сенді Хаїм
- Сесілі Стронг — Дана Дендрідж
- Дейв Батиста — Чед
- T-Pain — камео

## Виробництво
Зйомки фільму почались 12 березня 2015 року в Атланті.